# ISO 3166-2:YE
ISO 3166-2:YE — стандарт Международной организации по стандартизации, который определяет геокоды. Является подмножеством стандарта ISO 3166-2, относящимся к Йемену. Стандарт охватывает 1 муниципалитет и 20 мухафаз Йемена. Каждый геокод состоит из двух частей: кода Alpha2 по стандарту ISO 3166-1 для Йемена — YE и дополнительного кода, записанных через дефис. Дополнительный двухбуквенный код образован созвучно названию муниципалитета, мухафазы. Геокоды муниципалитета и мухафаз Йемена являются подмножеством кодов домена верхнего уровня — YE, присвоенного Йемену в соответствии со стандартами ISO 3166-1.

## Геокоды Йемена
Геокоды 1 муниципалитета и 20 мухафаз административно-территориального деления Йемена
| Геокод | Административная единица | Статус        |
| ------ | ------------------------ | ------------- |
| YE-SA  | Сана                     | муниципалитет |
| YE-HU  | Ходейда                  | мухафаза      |
| YE-LA  | Лахдж                    | мухафаза      |
| YE-BA  | Эль-Бейда                | мухафаза      |
| YE-AD  | Аден                     | мухафаза      |
| YE-JA  | Эль-Джауф                | мухафаза      |
| YE-TA  | Таиз                     | мухафаза      |
| YE-MW  | Махвит                   | мухафаза      |
| YE-AM  | Амран                    | мухафаза      |
| YE-DH  | Дамар                    | мухафаза      |
| YE-SN  | Сана                     | мухафаза      |
| YE-HJ  | Хадджа                   | мухафаза      |
| YE-IB  | Ибб                      | мухафаза      |
| YE-DA  | Эль-Дали                 | мухафаза      |
| YE-MA  | Мариб                    | мухафаза      |
| YE-RA  | Райма                    | мухафаза      |
| YE-SD  | Саада                    | мухафаза      |
| YE-HD  | Хадрамаут                | мухафаза      |
| YE-SH  | Шабва                    | мухафаза      |
| YE-MR  | Эль-Махра                | мухафаза      |
| YE-AB  | Абьян                    | мухафаза      |

## Геокоды пограничных Йемену государств
- Оман — ISO 3166-2:OM (на востоке),
- Саудовская Аравия — ISO 3166-2:SA (на севере),
- Сомали — ISO 3166-2:SO (на юге (морская граница)),
- Джибути — ISO 3166-2:DJ (на юго-западе (морская граница)),
- Эритрея — ISO 3166-2:ER (на западе (морская граница)).